# Radio Luxembourg
Radio Luxembourg (också känd som "The Great 208", då stationen sände på amplitudmodulerad mellanvåg med våglängden 208 meter) var en reklamfinansierad engelskspråkig radiostation som spelade en mycket viktig roll i populärmusikkretsar under åren 1933–1939 och 1946–1992. Stationen spelade det allra senaste inom pop- och rockmusik. En artist eller grupp som spelades i Radio Luxembourg blev därför snabbt känd för en mycket stor publik i Västeuropa.
Radio Luxembourg - Radio 208, lades ned 29 december 1991 klockan 03.59.59, men återstartade sina sändningar 2007 dygnet runt med den nya digitala sändningstekniken DRM, på olika mellanvågsfrekvenser och på Internet. För att lyssna på Radio Luxembourg via etern idag behöver man en DRM-radiomottagare. Lokalt nära Luxemburg kan man även lyssna med en DAB-radiomottagare.

## Historik
Radio Luxembourg grundades 1931 och startade sändningarna 3 december 1933. Man slutade sända 30 december 1992 Klockan 04.00 efter nästan 60 år i etern, dock så missade Luxemburg att stänga ned så att man fortsatte som pirater under några minuter till, radiohistoria skrevs. Stationen hade tillstånd från storhertigdömet Luxemburg att sända reklam- och sponsorfinansierade program på olika språk. Radiokanalen använder sig av mottot "We're Radio Luxembourg; The Legend Is Back with The Best In Classic Rock!"

### Sverige
I Sverige hördes radiostationen mycket bra i södra delen av landet. Kring Mälardalen sjönk kvaliteten på mottagningen, men den var fortfarande tillräckligt bra för att stationen skulle åtnjuta viss popularitet. Längre norrut i landet hördes sändaren nöjaktigt med yttre antenn. I sydligaste Sverige var The Great 208 ett begrepp i flera decennier och ungdomar lyssnade flitigt på stationen. Flera gånger kom svenska lyssnare fram på telefon till studion och medverkade i direktsändning.

## Teknik
Sändaren fanns först i byn Junglinster men flyttades senare till en modernare anläggning Marnach i Luxemburg och man sände på 1439 kHz (kilohertz), senare 1440 kHz, dvs drygt 208 meter på mellanvågsbandet. Sändaren hade en uteffekt på 1200 kW och var Europas kraftfullaste (bara Sovjetunionen hade en med högre effekt i Bolsjakovo utanför Kaliningrad). Man fick dock problem med selektiv fädning och korsmodulering med andra stationer i jonosfären på grund av den höga effekten, den så kallade "Luxemburgeffekten".
Mot slutet kunde Radio Luxembourg bara höras på kortvåg eller via satellit (Astra). Sista natten, den 30 december 1992, använde man den stora sändaren för sista gången. Efter 1992 tog en ny station över, RTL - Die Grössten Oldies som sänder än idag men delar sändaren vissa tider med China Radio International. Musikutbudet från RTL - Die Grössten Oldies består främst av 1950- & 1960-talsmusik.
RTL sänder även på långvåg 234 kHz (2000 kW) franskspråkiga program från Beidweiler.
Den 30 december 2015 stängdes sändaren på 1440 kHz i Marnach för sista gången, och den 11 februari 2016 revs samtliga antennmaster.